# Roland Hayes
Roland Wiltse Hayes (Curryville, Geòrgia (USA), 3 de juny, 1887 - 1 de gener, 1977), va ser un tenor i compositor líric nord-americà. Els crítics van lloar les seves habilitats i habilitats lingüístiques demostrades amb cançons en francès, alemany i italià. Els predecessors de Hayes com a coneguts concertistes afroamericans, com ara Sissieretta Jones i Marie Selika, no es van gravar. Juntament amb Marian Anderson i Paul Robeson, Hayes va ser un dels primers a trencar aquesta barrera en el repertori clàssic quan va gravar amb Columbia el 1939.

## Primers anys i família
Hayes va néixer a  el 3 de juny de 1887, fill de William Hayes (mort cap al 1898) i la seva dona Fannie (o Fanny, de soltera Mann; ca. 1848 - després de 1920), agricultors arrendataris a la plantació on la seva mare havia estat una vegada esclava; la granja de Hayes sembla estar en una de les extensions de terra donades pel propietari d'una plantació anomenat Culpepper a uns negres que treballaven per a ells. El pare de Roland, que va ser el seu primer professor de música, sovint el portava a caçar i li va ensenyar a apreciar els sons musicals de la natura.
Quan Hayes tenia 11 anys, el seu pare va morir i la seva mare va traslladar la família a Chattanooga, Tennessee. William Hayes va afirmar tenir una certa ascendència Cherokee, mentre que el seu besavi matern, Aba Ougi (rebatejat com a Charles Mann) era un cap de la Costa d'Ivori. Aba Ougi va ser capturat i enviat als Estats Units d'Amèrica el 1790.

"Mt. Zion Baptist Church" a Curryville (fundada per la mare de Roland) és on Roland va escoltar per primera vegada la música que estimaria per sempre, els negres espirituals. La feina de Roland era aprendre nous espirituals dels ancians i ensenyar-los a la congregació. Una cita d'ell parlant de començar la seva carrera amb un pianista:
| « | "Vaig trobar un nou mètode per fer peses de faixa de ferro", va dir, "i això em va fer augmentar el sou i una mica de temps lliure. En aquell moment no havia escoltat mai cap música real, tot i que havia tingut algunes lliçons de retòrica d'un professor d'arrel de Geòrgia. Però un dia va venir un pianista a la nostra església de Chattanooga i a mi, com a membre del cor, em van demanar que cantés un solo amb ell. Al pianista li va agradar la meva veu, em va agafar de la mà i em va presentar els discos fonògrafs de Caruso. Això em va obrir el cel. La bellesa del que es podia fer amb la veu em va aclaparar." | » |

Hayes es va formar amb Arthur Calhoun, organista i director de cor, a Chattanooga. Roland va començar a estudiar música a la Universitat Fisk de Nashville el 1905, tot i que només tenia una educació de 6è grau. La mare d'Hayes va pensar que malgastava diners perquè creia que els afroamericans no podien guanyar-se la vida cantant. Com a estudiant va començar a actuar públicament, fent gira amb els Fisk Jubilee Singers el 1911. Va continuar els seus estudis a Boston amb Arthur Hubbard, que va acceptar donar-li lliçons només si Hayes venia a casa seva en comptes del seu estudi. No volia que Roland el fes avergonyir apareixent al seu estudi amb els seus estudiants blancs. Durant el seu període d'estudis amb Hubbard, va treballar com a missatger per a la Hancock Life Insurance Company per mantenir-se a si mateix.

## Carrera inicial
El gener de 1915 Hayes es va estrenar a Manhattan, Nova York en concerts presentats pel líder de l'orquestra Walter F. Craig. Hayes va interpretar els seus propis arranjaments musicals en recitals de 1916 a 1919, fent gires de costa a costa. Per al seu primer recital no va poder trobar un patrocinador, així que va utilitzar 200 dòlars dels seus propis diners per llogar Jordan Hall per al seu recital clàssic. Per guanyar diners va fer una gira per les esglésies negres i els col·legis del sud. El 1917 va anunciar el seu segon concert, que se celebraria al Symphony Hall de Boston. El 15 de novembre de 1917 es van vendre tots els seients de la sala i el concert de Hayes va ser un èxit tant musicalment com econòmicament, però la indústria musical encara no el considerava un intèrpret clàssic de primer nivell. Va actuar amb la "Philadelphia Concert Orchestra", i als "Atlanta Coloured Music Festivals" i als concerts del "Washington Conservatory". El 1917 va fer una gira amb el Hayes Trio, que va formar amb el baríton William Richardson (cantant) i el pianista William Lawrence (pianista).
L'abril de 1920, Hayes va viatjar a Europa. Va començar les lliçons amb Sir Georg Henschel, que va ser el primer director de l'Orquestra Simfònica de Boston, i va donar el seu primer recital a l'"Aeolian Hall" de Londres el maig de 1920 amb el pianista Lawrence Brown com a acompanyant. Almenys el juny de 1921 el convidaven a cantar en festes particulars; el poeta Siegfried Sassoon el va sentir mentre es trobava amb el ric melòman Frank Schuster a Bray-on-Thames. Aviat Hayes va cantar a les capitals d'Europa i va ser bastant famós. Gairebé un any després de la seva arribada a Europa, Hayes va tenir un concert al "Wigmore Hall" de Londres. L'endemà, va rebre una citació del rei Jordi V i la reina Maria per fer una actuació de comandament al palau de Buckingham. Va tornar als Estats Units d'Amèrica l'any 1923. Va debutar oficialment el 16 de novembre de 1923 al "Symphony Hall" de Boston cantant Berlioz, Mozart i espirituals, dirigit per Pierre Monteux, que va rebre l'aclamació de la crítica. Va ser el primer solista afroamericà que va aparèixer amb l'Orquestra Simfònica de Boston. Va rebre la medalla Spingarn el 1924.

## Carrera tardana
Hayes finalment va aconseguir una gestió professional amb la "Boston Symphony Orchestra Concert Company". Segons els informes, guanyava 100.000 dòlars anuals en aquest moment de la seva carrera. A Boston també va treballar com a professor de veu. Un dels seus alumnes va ser la soprano canadenca Frances James. Va publicar partitures musicals per a una col·lecció d'espirituals el 1948 com My Songs: Aframerican Religious Folk Songs Arranged and Interpreted.
El 1925, Hayes va tenir una aventura amb una aristòcrata txeca casada, Bertha Henriette Katharina Nadine, Gräfin von Colloredo-Mansfeld (21 de juny de 1890 a Týnec - 29 de gener de 1982 a Auch), que va resultar en un embaràs. Bertha s'havia casat a Viena des del 10 d'agost de 1909 amb un membre d'una família príncep alemanya, Hieronymus von Colloredo (3 de novembre de 1870 a Dobříš - 29 d'agost de 1942 a Praga), que era 20 anys més gran que ella. Es va negar a permetre que l'esperat fill portés el seu nom o que es criés juntament amb els quatre fills grans de la parella, aconseguint tranquil·lament divorciar-se a Praga el 8 de gener de 1926, mentre que Bertha deixava la seva llar a Zbiroh, Txecoslovàquia, per tenir el fill de Hayes a Basilea, Suïssa. Hayes es va oferir a adoptar el nen, mentre que la comtessa buscava reprendre la relació de parella, mentre l'amagava, fins a finals dels anys vint. La seva filla, Maya Kolowrat, es casaria amb un treballador agrícola emigrat rus, més tard pintor, Yuri Mikhailovich Bogdanoff (28 de gener de 1928 a Leningrad - 2012). Més tard, Maya va donar a llum a Saint-Lary, Gers, els bessons Igor i Grichka Bogdanoff el 1949, els quals més tard van atribuir el seu primer interès per les ciències a l'accés lliure de la infància a la biblioteca del castell de la seva àvia materna.
Després de la dècada de 1930, Hayes va deixar de girar per Europa perquè el canvi de política i l'auge del Partit Nazi la van fer desfavorable per als afroamericans.

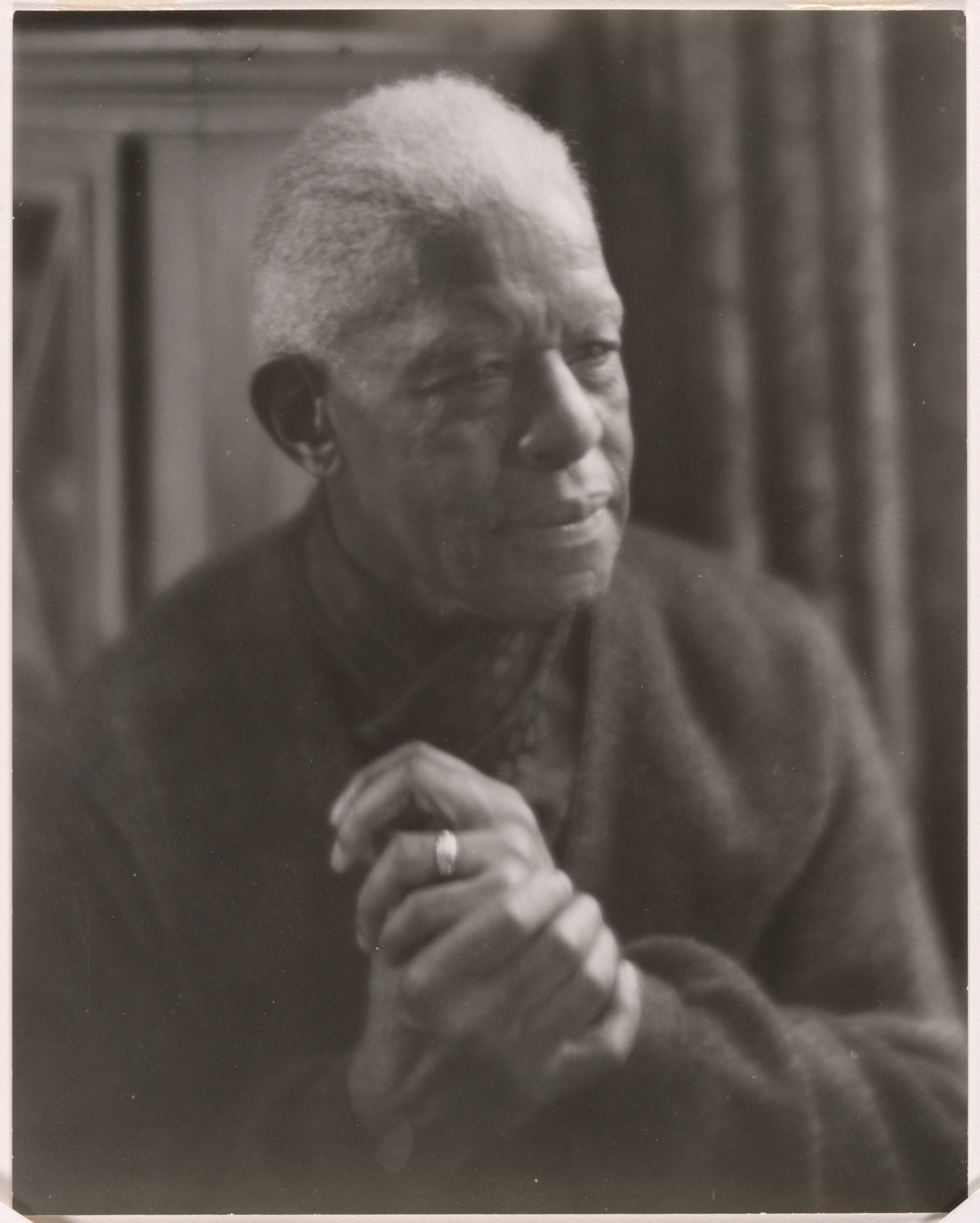
Roland Hayes el 1962

El 1932, mentre era a Los Angeles, per a una actuació de Hollywood Bowl, es va casar amb Helen Alzada Mann (1893–1988). La nova senyora Hayes va néixer a Chattanooga i es va graduar a l'actual "Tennessee State University". Un any més tard van tenir una filla, Afrika Hayes. La família es va traslladar a una casa a Brookline, Massachusetts. El 1943 va cantar diverses vegades a Gran Bretanya per entretenir les tropes, i va aparèixer al Royal Albert Hall el 29 de setembre com a solista davant un cor de 200 membres de tots els soldats negres, i tots dels batallons d'enginyers d'aviació de l'USAAF. Després del concert va sopar a la residència londinenca del tinent general John C. H. Lee, comandant general de totes les forces logístiques del Teatre Europeu d'Operacions, que habitualment rebia personalitats polítiques, manufactureres i de l'espectacle al Teatre.
Hayes no va actuar gaire des dels anys quaranta fins als setanta, però va continuar amb concerts anuals al Carnegie Hall de Nova York i actuacions a Fisk i altres universitats. El 1966, se li va concedir el títol de Doctor Honoris Causa en Música per la "Hartt School of Music"" de la Universitat de Hartford. Hayes va continuar actuant fins als 85 anys, quan va donar el seu últim concert a la "Longy School of Music" de Cambridge. Va poder comprar la terra a Geòrgia on havia crescut quan era nen.
Va morir l'1 de gener de 1977, cinc anys després del seu darrer concert.

## Reacció racial
Hayes, abans de marxar de Praga cap a Berlín el 1924, va ser advertit pel cònsol general nord-americà que no anés a Alemanya fins que els exèrcits d'ocupació s'haguessin retirat, ja que els alemanys tenien sentiments amargs per ser ocupats per exèrcits amb tropes negres. En un diari de Berlín es va publicar una carta oberta a l'ambaixador nord-americà, en què demanava "la prevenció d'una certa calamitat: és a dir, el concert d'un negre nord-americà que ha vingut a Berlín per contaminar el nom dels poetes i compositors alemanys". malgrat aquesta protesta, Hayes va escriure: "Em vaig negar a creure... que em tindrien a mi, un ciutadà negre privat dels Estats Units, responsable de la presència dels africans francòfons". Hayes va reservar el seu recital al Konzerthaus de Berlín sense dificultats. Els alemanys encara estaven descontents amb la seva aparició a Berlín, i quan va aparèixer a l'escenari diversos membres del públic van començar a esbroncar i xiular al cantant. Malgrat el clima hostil, Hayes va començar a cantar "Du bist die Ruh'" de Franz Schubert. La veu notable i el talent musical d'Hayes van conquistar el públic i el seu concert va ser un èxit.
L'esposa i la filla d'Hayes es van asseure per error en seients reservats per a clients blancs en una botiga de sabates a Roma, Geòrgia, el 1942. Va esclatar una discussió que va provocar que les dues se n'anessin. Més tard, Hayes es va enfrontar al propietari de la botiga, a qui coneixia, i va resoldre el conflicte. En sortir, Hayes va ser agredit per la policia i arrestat, amb la seva dona també detinguda. A poc a poc, la història va rebre atenció nacional i molta simpatia per Hayes. L'agent de policia que l'agredí va ser acomiadat, amb càrrecs federals contra ell. Christopher A. Brooks, Robert Sims "Roland Hayes: The Legacy of an American Tenor" (2014), p. 242-255 Un poema de Langston Hughes, titulat "How About It, Dixie", es refereix a l'incident.
Hayes va enfrontar-se a fortes crítiques dels activistes anti-Jim Crow per actuar en un teatre integrat a Washington, DC, el 5 de gener de 1926, seguit d'un teatre segregat a Baltimore, Maryland, el 7 de gener de 1926.
Hayes va ensenyar al "Black Mountain College" per a l'institut d'estiu de 1945 on el seu concert públic va ser, segons Martin Duberman, "un dels grans moments de la història de Black Mountain". Després d'aquest concert, en què els seients no segregats van anar bé, l'escola va tenir el seu primer estudiant negre a temps complet i membre a temps complet de la facultat.

## Llegat

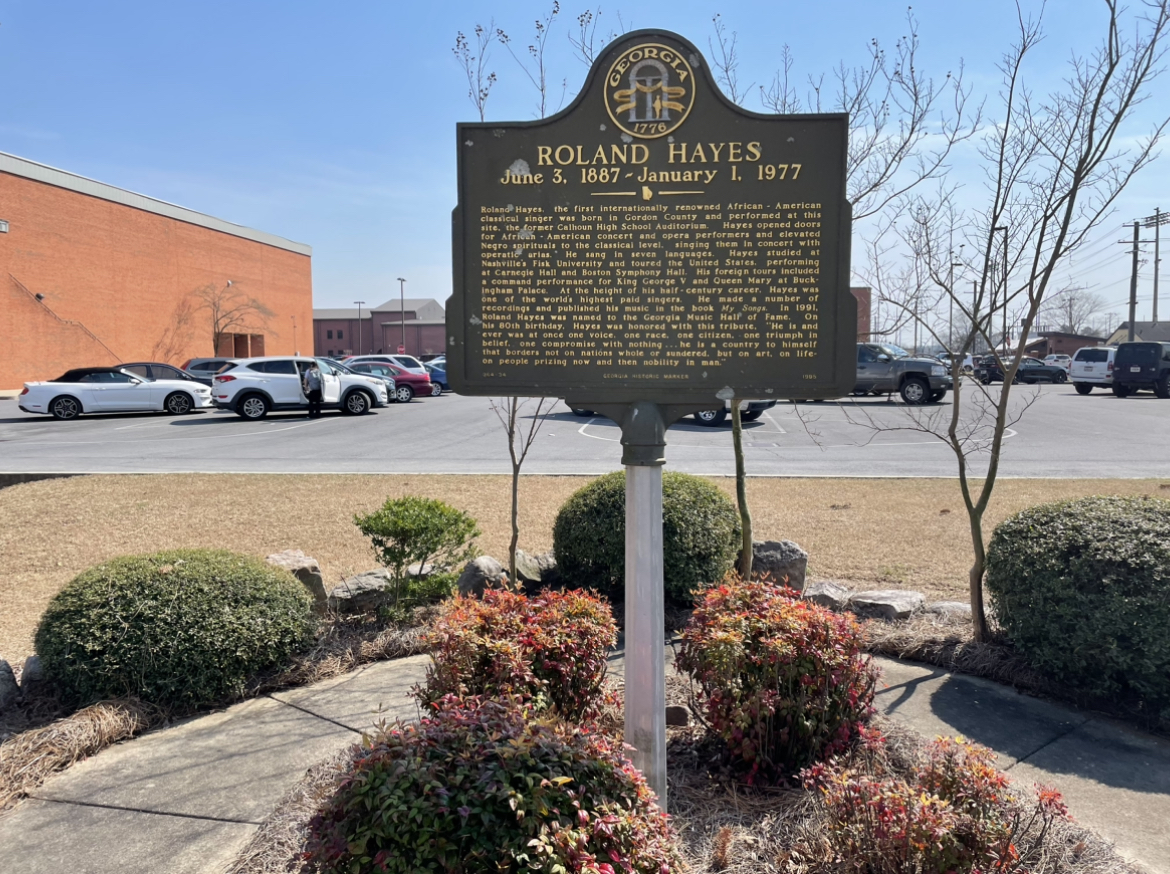
Marcador històric en honor a Hayes al campus de Calhoun High School

- El 1982, la Universitat de Tennessee a Chattanooga va obrir un nou centre d'actuació musical, el Roland W. Hayes Concert Hall. La sala del concert es troba al centre de Belles Arts Dorothy Patten.
- El Comitè Roland Hayes es va formar el 1990 per defensar la inducció de Roland Hayes al Georgia Music Hall of Fame. El 1992, quan es va incorporar el Calhoun Gordon Arts Council, el Roland Hayes Committee es va convertir en el Roland Hayes Music Guild and Museum a Calhoun, Geòrgia. A la inauguració va assistir la seva filla Afrika.
- Hi ha un marcador històric situat als terrenys de Calhoun High School (Calhoun, Geòrgia) a la cantonada nord-oest del campus prop de la part davantera de l'Auditori Cívic de Calhoun.[19]
- Hartford Stage and City Theatre (Pittsburgh) va compartir l'estrena mundial de Breath & Imagination de Daniel Beaty, un musical basat en la vida de Hayes, el 10 de gener de 2013.
- Part de la Geòrgia State Route 156 va rebre el nom de Hayes.[20]
- Una placa de bronze, muntada en un pal de granit, marca la casa de Hayes, al 58 Allerton Street a Brookline, Massachusetts. La placa es va dedicar el 12 de juny de 2016, en una cerimònia davant de la casa on Hayes va viure durant gairebé cinquanta anys. La cerimònia va comptar amb la presència de la seva filla Afrika, l'antic governador de Massachusetts Michael Dukakis, funcionaris de Brookline Town i molts més.
- Una escola a Roxbury, Massachusetts porta el seu nom. The Roland Hayes School of Music actualment imparteix cursos per a estudiants de 9è a 12è grau de la John D. O'Bryant School of Mathematics & Science i compartit en el passat amb Madison Park Technical Vocational High School part del sistema Boston Public Schools.[21]
- Una escola K-8 a Brookline, Massachusetts, abans coneguda com a Heath School, passarà a anomenar-se amb ell a partir del gener de 2024.

## Discografia

### LPs
- Roland Hayes (vocal), Reginald Bordman (piano) – The Life of Christ (Amadeo, 1954)
- Roland Hayes (vocal), Reginald Boardman (piano) – Negro Spirituals (Amadeo, 1955)
- Roland Hayes (vocal), Reginald Boardman (piano) - "Roland Hayes Sings" (Amadeo AVRS 6033)(Vanguard)
- Roland Hayes (vocal), Reginald Boardman (piano) - "Roland Hayes - Christmas Carols of the Nations" (Vanguard VRS7016, 195?)(10")
- Roland Hayes (vocal), Reginald Boardman (piano) - "The Life of Christ" (Vanguard VRS462, 1954)
- Roland Hayes (vocal), Reginald Boardman (piano) - "My Songs" (Vanguard VRS494, 1956)
- Roland Hayes (vocal), Reginald Boardman (piano) - "The Art of Roland Hayes: Six Centuries of Song" (Vanguard VRS448/9, 1966)(2 LP)
- Roland Hayes (vocal), Reginald Boardman (piano) - "The Life of Christ" (Vanguard Everyman SRV352SD, 1976)
- Roland Hayes (vocal), Reginald Boardman (piano) - "Afro-American Folksongs" (Pelican LP2028, 1983)

### CDs
- Roland Hayes (vocal), Reginald Boardman (piano) - "The Art of Roland Hayes" (Smithsonian Collection of Recordings RD041, 1990)
- The Art of Roland Hayes: Six Centuries of Song  (Preiser, 2010)